# Pánjárvány
A Pánjárvány (Pandemic) a South Park című rajzfilmsorozat kétrészes epizódja (a sorozat 177-178. része, a 12. évad tizedik, illetve tizenegyedik epizódja). Az első részt (Pánjárvány, angolul Pandemic) 2008. október 22-én sugározták az Egyesült Államokban, Magyarországon pedig 2009. május 15-én mutatta be a Comedy Central. A második, befejező rész (Pánjárvány 2: A Rémület, angolul Pandemic 2: The Startling) az Államokban 2008. október 29-én, míg hazánkban 2009. május 22-én került adásba.
Az epizódok cselekménye szerint a főszereplő fiúk pénzkeresés céljából perui pánsípbandát alapítanak, és meggyőzik Craig-et, hogy pénzzel támogassa vállalkozásukat. Ám az események hamar kicsúsznak a kezeik közül; a gyerekek Peruban találják magukat, miközben egy ősi átok hatására South Park lakosságát óriás tengerimalacok terrorizálják...
A kameramozgáson és a szörnyek támadásán keresztül mindkét részben utalások történnek a Cloverfield című horrorfilmre. Amikor a gyerekek azt tervezik, hogy Peruba mennek, Kyle felordít, hogy nem képes odamenni. Stan azzal magyarázza Kyle viselkedését, hogy egy barátjukat megerőszakolták ott. Ez utalás a Nagy zűr nagy Kínával című epizódra.

## Cselekmény
|  | Alább a cselekmény részletei következnek! |

Stan Marsh, Eric Cartman, Kyle Broflovski és Kenny McCormick a helyi plázában dühödten veszi észre, hogy a perui pánsíposok ellepik az egész világot és mindenhol ugyanazt a zenét játsszák. Stan apja, Randy folyton az új kamerájával dicsekszik és mindenkit lefilmez – ami az összes családtagját idegesíti. Másnap Stan lelkesen meséli barátainak, hogy a peruiak nagyon sok pénzt kerestek a zenei CD-k eladásával. Stannak az az ötlete támad, hogy alapítsanak egy pánsípos bandát, így ők is sok pénzt kereshetnek. A többiek beleegyeznek és elmennek Craighez, hogy szálljon be a nagymamájától kapott pénzzel a bandába, hogy jelmezeket és hangszereket vegyenek; Craig beleegyezik az üzletbe.
Eközben az Amerikai Nemzetbiztonsági Hivatalban a nemzetbiztonsági miniszter közli az embereivel és a katonasággal, hogy a peruiak megszállták az egész világot, ezért minél hamarabb likvidálni kell őket, hogy véget vessenek a „pánsípjárványnak”. A fiúk Craiggal együtt az üzleti soron pánsípos zenét játszanak, és a CD-k szépen fogynak. Hirtelen megjelenik a katonaság, és a többi perui bandával egy Miamiban lévő internálótáborba viszi őket. A táborban a nemzetbiztonsági miniszter egy tolmács segítségével elmondja a peruiaknak, hogy hamarosan hajóra rakják őket és a Guantánamói-öbölbe viszik őket. Stanék elmondják, hogy ők nem peruiak, ezért a miniszter megígéri nekik, hogy hazajuttatja őket. De cserébe Peruba kell menniük, hogy a katonaság a segítségükkel megállíthassa a pánsípbandák terjedését. Stanék nem tudnak mit tenni, így hát repülővel az Andokba mennek. A peruiak valamiféle „szőrös halált” emlegetnek az őröknek és csakhamar óriás tengerimalacok támadják meg.
Az epizód végén a nemzetbiztonsági miniszter a hivatalban elégedetten szemléli a térképet. Amikor Davis tábornok közli vele a tengerimalacok támadását, a miniszter kinyújtja hosszú nyelvét és azzal megöli a tábornokot. Elmondja, hogy senki sem állíthatja meg, csupán egyvalaki, de ő éppen útban van az isten háta mögé. Ezután kinyit egy dossziét, melyben egy kép van Craigről...
A második rész Craig monológjával kezdődik, melyben elmeséli az előző epizód eseményeit. A gyerekek az előre megbeszélt találkozóhelyen senkit sem találnak és a repülőgép üzemanyaga is kifogyott. Felfedezőútra indulnak az őserdőbe, de a pilóták életüket vesztik. Miután elmenekülnek a helyszínről, a gyerekek egy templomot találnak, benne az előző rész eseményeit ábrázoló ősi rajzokkal. Megtudják, hogy a perui együttesek tartották az esőerdőben az óriás tengerimalacokat. Észrevesznek egy másik rajzot is, amelyen Craig van, aki elűzi a tengerimalacokat. Craignek elege van az egész kalandból, ezért otthagyja a fiúkat és elindul a dzsungelba, de Cartmanék követik őt.
Eközben South Parkban Randy, Sharon és lányuk, Shelley az óriás tengerimalacok elől menekülnek és elbújnak a közért tetején. A városban történt eseményeket Randy kameráján át láthatjuk, ugyanis Randy megállás nélkül filmezi az eseményeket. A várost „tengeri nyulak”, „tengeri egerek” és „tengeri méhek” (azaz nyúl-, egér- és méhjelmezt viselő tengerimalacok) lepik el, amelyek újabb riadalmat keltenek.
A nemzetbiztonsági miniszter az embereivel megérkezik Machu Picchuba. A miniszter odasétál egy inka istent ábrázoló szoborhoz és nevetve levizeli azt, mondván hogy ő győzött, ekkor megjelenik Craig, nyomában a fiúkkal. A miniszter látva Craiget, utasítja az embereit, hogy lőjék le őket. A fiúk meggyőzik a katonákat, hogy a pánsíposok bebörtönzése miatt szabadultak el a tengeri lények. A miniszter nevetve megjegyzi, hogy a pánsíposokat el kellett tüntetnie, hogy a tengerimalacok élhessenek. Azt is elmondja, hogy az inkák megjósolták, hogy a világ megmenekül Craig által, de szerinte ez nem fog teljesülni. Kiderül, hogy a miniszter is egy szörny, miután átváltozik „tengeri kalózzá” (kalóz jelmezes tengerimalaccá). Craig sietve elsétál, hogy kimaradjon a dolgokból, de rálép egy kőlapra, amely megemelkedik alatta és az inka szobor kezében lévő botból egy fénynyaláb tör elő. A sugár eltalálja a kőlapot, és Craig szeme is sugarakat kezd vetni, amellyel eltalálja a tengeri kalózt, és harcképtelenné teszi.
A későbbi eseményeket Craig elbeszéléséből ismerhetjük meg; a pánsíposokat kiengedték, akik visszaküldték zenéikkel a tengeri lényeket hazájukba. Az emberiség megmenekült, de Randy legnagyobb bánatára nem volt film a videókamerában. Az epizód legvégén kiderül, hogy a tengerimalac megszökött a börtönből és fekete-fehér csíkos rabruhában újabb pusztításba kezdett...

## Fogadtatás
Az IGN weboldalon Travis Fickett kritikus az első epizódra tízből csupán 6,2 pontot adott a szerinte feledhetőre és nem túl viccesre sikeredett epizódra. A második részt már kedvezőbben értékelte (tízből nyolc pontra), mely véleménye szerint „egy szórakoztató epizód tele nyilvánvaló képtelenségekkel, remek viccekkel, a már megalapozott South Park-szereplők okos felhasználásával – és mókás ruhákba öltöztetett tengerimalacokkal”.